# Municipio de Heier
El municipio de Heier (en inglés: Heier Township) es un municipio ubicado en el condado de Mahnomen en el estado estadounidense de Minnesota. En el año 2010 tenía una población de 143 habitantes y una densidad poblacional de 1,53 personas por km².

## Geografía
El municipio de Heier se encuentra ubicado en las coordenadas 47°27′57″N 95°42′28″O / 47.46583, -95.70778. Según la Oficina del Censo de los Estados Unidos, el municipio tiene una superficie total de 93.58 km², de la cual 87,42 km² corresponden a tierra firme y (6,58 %) 6,16 km² es agua.

## Demografía
Según el censo de 2010, había 143 personas residiendo en el municipio de Heier. La densidad de población era de 1,53 hab./km². De los 143 habitantes, el municipio de Heier estaba compuesto por el 92,31 % blancos, el 3,5 % eran amerindios y el 4,2 % eran de una mezcla de razas. Del total de la población el 0,7 % eran hispanos o latinos de cualquier raza.